# مالیشوو
مالیشوو (به صربی: Малишево) شهری در منطقه پریزرن کشور کوزوو است که در سرشماری سال ۲۰۱۱ میلادی، ۵۴٬۶۶۴ نفر جمعیت داشته‌است.